# Колір кориди
«Колір кориди» — радянський художній фільм 1987 року, знятий режисером Леонідом Павловським на Одеській кіностудії.

## Сюжет
Рік у рік радгоспне господарство села Домашівка виконувало план за рахунок вироблення яблучного вина. Коли його виробництво було припинено, перед молодим директором радгоспу постало питання: як вивести господарство з кризи.

## У ролях
- Олександр Головков — Віктор Домашов, голова радгоспу
- Микола Токар — батько Віктора
- Єлизавета Нікіщихіна — мати Віктора
- Олег Щербинін — Льоха Домашов
- Ніна Гребешкова — мати Льохи
- Наталія Есхі — Олена
- Олексій Золотницький — Астанін
- Людмила Давидова — Астаніна
- Володимир Варенцов — Гончаров
- Ганна Бєлашова — Тамара
- Наталія Позднякова — Клавдія
- Віталій Баганов — водій Гончарова
- Олена Марценюк — секретар райкому партії
- Олександр Малигін — артист філармонії
- Ірина Курочка — залізничниця
- Ганна Радецька — квартирна господиня
- М. Петренко — активістка
- Юрій Лопарєв — радгоспник
- Рудольф Мухін — радгоспник
- Віктор Плотников — радгоспник
- Микола Величко — радгоспник
- Валерій Мотренко — артист філармонії

## Знімальна група
- Режисер — Леонід Павловський
- Сценарист — Олексій Черниченко
- Оператор — Віктор Кабаченко
- Художник — Іван Пуленко